# شهرستان آشتیان
شهرستان آشتیان یکی از شهرستان‌های استان مرکزی است. شهرستان آشتیان به مرکزیت شهر آشتیان و دارای یک بخش مرکزی و سه دهستان به نام‌های سیاوشان، مزرعه نو، گرکان است.

## تقسیمات کشوری
- بخش مرکزی شهرستان آشتیان
  - دهستان گرکان
  - دهستان سیاوشان
  - دهستان مزرعه نو

شهر: آشتیان

## جغرافیا
این شهرستان از شمال به تفرش، از شمال شرق و شرق به قم، از جنوب شرق به شهرستان دلیجان، از جنوب غرب به اراک و از غرب به شهرستان فراهان محدود گشته است.
شهرستان آشتیان در مرکز استان مرکزی و شمال غربی شهرستان اراک قرار دارد. شهرستان آشتیان با جمعیت ۱۶٫۳۵۷ نفر و مساحتی در حدود ۱۲۳۹ کیلومترمربع کوچک‌ترین شهرستان استان مرکزی است.
آشتیان به لحاظ دارا بودن آب وهوای کوهستانی در فصل گرما آب و هوای بسیار مطبوع و خنکی دارد که به همراه جاذبه‌های طبیعی و تاریخی و امامزاده‌های متعدد از جمله امامزاده بی بی فاطمه صغری (س) واقع در روستای سیاوشان، همه ساله پذیرای انبوه مسافران از اقصی نقاط ایران می‌باشد.

## تاریخچه
شهرستان آشتیان از شهرستان‌های بسیار کهن ایران از متعلقات عراق عجم بوده و در ایران باستان جزء ماد سفلی یا ماد بزرگ بوده است که آیین زرتشتی داشته‌اند. آثار مادی در این شهرستان فراوان به چشم می‌خورد. اسامی اماکن آن ریشه اوستایی-پهلوی دارند. این اسامی، تعداد زیادی قلاع گبری و وجود آتشکده‌ها در این منطقه مانند (آتشکده فردجان و فراهان) ارتباط واژه آشتیان را با دین زرتشت قوی می‌سازد. این منطقه در زمان خلافت عمر توسط مالک بن عام اشعری فتح و مردم آن به دین اسلام گرویدند. در کتب جغرافیایی پس از اسلام این شهر جزء ولایت کوهستان یا جبال یا عراق عجم آمده است. بنا به تفسیر (دهگان) لغت آشتیان معرف معبد و قربانگاه است. کلمه آشتیان مرکب از دو جزء «یشت» به معنی پرستش، قربانی، دعا و سرود مذهبی و «یان» معرف مکان و جایگاه است. آشتیان در مختصرالبلدان و تاریخ قم ابرشتیجان آورده شده است و ابن فقیه آن را از متعلقات همدان ذکر نموده و صاحب تاریخ قم آن را از طسوجهای قم برشمرده است.

## آب و هوا
شهرستان آشتیان به سبب ارتفاع زیاد، دارای زمستان‌های سرد و تابستان‌های معتدل است. این شهر از لحاظ توپوگرافی در دامنه ارتفاعات کوه‌های مرکزی واقع شده و از جنوب به دشت فراهان و کویر میقان منتهی می‌شود. از ارتفاعات معروف آن می‌توان به کوه آشتیان، کوه رف قاسم کش، کوه کلاهه و کوه میرآب اشاره کرد.

## مردم
تا چند دهه پیش زبان آشتیانی در میان مردم این شهر متداول بوده، اما این زبان امروزه تقریباً از میان رفته و جای خود را به فارسی داده است. زبان آشتیانی قدیم تا حدود سال ۱۳۳۵ خورشیدی نیز در محلات غربی آشتیان متداول بود، اما امروزه تنها روستاییانی که بیش از ۴۰ سال داشته‌باشند توان سخن گفتن بدان را دارا هستند. نکته قابل تأمل دربارهٔ زبان آشتیانی این است که در مدت زمانی کمتر از نیم قرن کاملاً به دست فراموشی سپرده شده است. زبان آشتیان از زبان‌های مرکزی ایران به‌شمار می‌رود و تأثیرات بالایی را از زبان‌های ایرانی دورهٔ میانه مانند پارتی نشان می‌دهد. همچنین تعداد زیادی از روستاهای شهرستان به زبان ترکی خلجی و تعداد کمی به زبان ترکی رایج در ایران صحبت میکنند.

## اقتصاد
کشاورزی و دامپروری فعالیت غالب ساکنان این شهرستان را تشکیل می‌دهد. همچنین شهرک های صنعتی مزرعه نو، گرکان، شرکت مدرن( تولید کننده چراغ خودرو) ، 
شرکت فیدارپدیده ( تولید کننده لوله و اتصالات)، کارگاه های تولیدی روستای زرنوشه (از روستاهای نمونه ی کارآفرینی در کشور) و مرغداری های متعدد سهم زیادی در اقتصاد شهرستان دارند.
شهرستان اشتیان به نان‌های محلی خود معروف است که پایه بزرگی از اقتصاد این شهرستان کهن را شامل می‌شود.
از جمله سوغات شهرستان آشتیان می‌توان صابون، نان فطیر، نان شیرمال، نان کوله ولا، نان قرصه و گردو و بادام را نام برد. کارگاه‌های صابون‌سازی یکی از جاذبه‌های مهم اقتصاد سنتی این شهرستان محسوب می‌شوند.